# .eh
Como a Saara Ocidental é um território em disputa, então não tem um código de país, ccTLD, mas o código .eh é reservado para esse propósito. A IANA não tem qualquer organização que patrocina esse domínio.
Essas letras corresponde a "Sáhara Español" (ESH, a Saara Ocidental, foi anteriormente chamada de Saara Espanhola) e também corresponde a Saguia el-Hamra, uma das duas antigas províncias da Saara Espanhola.